# Paracladura maori
Paracladura maori är en tvåvingeart som först beskrevs av Alexander 1921.  Paracladura maori ingår i släktet Paracladura och familjen vintermyggor. Inga underarter finns listade i Catalogue of Life.